# The Next Day
The Next Day es el vigesimocuarto álbum de estudio del músico británico David Bowie, publicado por la compañía discográfica Columbia Records el 8 de marzo de 2013. El disco fue anunciado por el propio Bowie el 8 de enero, coincidiendo con su 66.º cumpleaños, a través de su página web oficial, con el estreno del videoclip de «Where Are We Now?» y su lanzamiento en iTunes.
El álbum, el primero con material nuevo en diez años desde el lanzamiento de Reality, sorprendió a sus seguidores y a los medios de comunicación, quienes creyeron que el músico se había retirado del mundo de la música. El disco debutó en formato streaming a través de iTunes días antes de la fecha de lanzamiento. The Next Day Extra, un disco extra con cuatro nuevas canciones y remezclas del álbum original, fue reeditado en noviembre.
Tras su publicación, The Next Day obtuvo en general críticas positivas de la prensa musical y otorgó a Bowie su primer número uno en el Reino Unido desde el lanzamiento en 1993 de Black Tie White Noise. Además, fue destacado por la revista alemana Kulturnews como el segundo mejor disco de 2013, detrás de Sway de Blue October, y fue también nominado al Premio Mercury de 2013. The Next Day fue también nominado al Grammy en la categoría de mejor álbum de rock en la 56.ª gala de los premios y al premio Brit al álbum británico del año.

## Grabación
Bowie y el productor Visconti trabajaron en secreto, sin el conocimiento de la prensa musical, junto al ingeniero Mario J. McNulty, grabando el álbum durante un periodo de dos años. Las sesiones de grabación fueron esporádicas, y Visconti, que tras la publicación de The Next Day se convirtió en el principal promotor del álbum, estimó que durante los tres primeros meses solo grabaron demos. Visconti recalcó que el álbum comenzó con una sesión que duró una semana:

«Sterling Campbell estaba en la batería, David en el teclado, Gerry Leonard en la guitarra. Al final del quinto día, habíamos grabado demos de una docena de canciones. Solo estructuras. Sin letras, sin melodías y con títulos temporales. Es así como empieza todo con él. Luego se las llevó a casa y no volvimos a saber de él durante cuatro meses».

Durante los días que no trabajaba en el estudio, Visconti reconoció caminar por las calles de Nueva York escuchando la música de The Next Day en sus auriculares: «Estaba caminando por Nueva York con los auriculares puestos, mirando a esa gente con camisetas de Bowie y pensando: "Si supiéseis lo que estoy escuchando ahora"». La banda canadiense Metric casi revela el secreto de las sesiones de grabación cuando llegaron a los estudios Magic Shop en 2011 y Steve Elson, saxofonista de Bowie, se vio tentado de revelarlo todo.

## Música
En una entrevista con The Times, Visconti reveló que el álbum estaba integrado por material nuevo y sin versiones, «casi un disco de rock». El primer sencillo del álbum fue la balada «Where Are We Now?», una canción que Visconti describió como «el único tema del álbum que va hacia el interior». Visconti sugirió a Bowie que escogiese «Where Are We Now?» como el primer sencillo promocional del álbum porque «la gente tenía que tratar con el shock de que regresara tras diez años de ausencia», y porque la naturaleza introspectiva de la canción la hacía una elección apropiada. «The Stars (Are Out Tonight)» fue publicada como segundo sencillo el 26 de febrero en formato de descarga digital, con un videoclip estrenado el día previo.
Las crípticas letras de The Next Day sugieren que las preocupaciones del artista incluyen nostalgia ("Where Are We Now?"), sentimientos ambivalentes sobre la fama ("The Stars (Are Out Tonight)") y el deseo de "sexo adolescente" ("I'd Rather Be High"). La letra más evidente es la que da título al disco, ya que sus referencias a "una muchedumbre enfervorecida con ansia de más" recuerdan a la desilusión de Bowie al final del A Reality Tour de 2003-2004. Además incluye un guiño a los fans que creían que su silencio durante estos años se debía a cuestiones de salud: "Sigo aquí, vivo y coleando".

## Portada
La portada de The Next Day es una versión adaptada de la portada de “Heroes”, un álbum de Bowie publicado en 1977. Diseñado por Jonathan Barnbrook, quien también diseñó las portadas de Heathen y Reality, la portada superpone un recuadro blanco sobre la imagen de Bowie y muestra el título de Heroes tachado. Barnbrook explicó la portada comentando: «Si vas a subvertir un álbum de David Bowie hay muchos para elegir, pero este es uno de los más venerados, tenía que ser una imagen que sacudiese a la gente si se subvertiese de alguna manera, y pensamos que “Heroes” funcionaba bien».
El 15 de enero, se inauguró una campaña de marketing viral para promocionar The Next Day. La campaña surgió a partir del diseño de la portada, tomando imágenes aparentemente normales a las que se añadieron recuadros blancos imitando el diseño de The Next Day.

## Recepción
The Next Day recibió la aclamación de la crítica incluso antes de su publicación oficial. En el agregador Metacritic, The Next Day obtuvo una calificación promedio de 85 sobre 100 sobre la base de 33 reseñas, indicativo de «aclamación universal». Neil McCormick, en su reseña para The Dailty Telegraph, dio al álbum cinco estrellas y lo definió como un «audaz, hermoso y desconcertante cerrojo en torno a su propio mito». Andy Gill, en otra reseña con la máxima puntuación, definió el álbum para The Independent como «el mejor álbum regreso en la historia del rock and roll», y añadió que el trabajo es «tan bueno como cualquier cosa que Bowie haya hecho». The Guardian otorgó al álbum cuatro estrellas, considerando que «invita a la reflexión, extraño y lleno de grandes canciones».
Por su parte, la revista Time Out London definió el álbum como «inteligente, memorable e incluso una adición un poco provocativa» a la discografía de Bowie. En una crítica para BBC, Jude Clarke escribió que The Next Day «es un retorno triunfante, casi desafiante. Innovador, oscuro y creativo, es un álbum que solo David Bowie podría hacer».

## Éxito comercial
The Next Day debutó como número uno en el UK Albums Chart, vendiendo 94.048 copias en su primera semana tras su lanzamiento. Es el noveno número-uno de Bowie en el Reino Unido, y el primero desde hace veinte años, siendo Black Tie White Noise (1993) el último. El álbum cayó al puesto número dos a la semana siguiente, vendiendo 35.671 copias. En su tercera semana, descendió al tercer puesto con unas ventas de 23.157 unidades.
En EE.UU, el álbum entró al Billboard 200 como número dos en su primera semana con  una venta de 85 000 copias, lo que hizo que Bowie consiguiera su mayor ganancia de las ventas de un álbum en su primera semana desde que empezara a trabajar con Nielsen SoundScan. Este también ha sido su álbum mejor posicionado en el ranking de Reino Unido. Además, The Next Day encabezó las lista de diferentes países, incluyendo Bélgica, Croacia, República Checa, Dinamarca, Finlandia, Alemania, Irlanda, Nueva Zelanda, Noruega, Polonia, Portugal, Suecia y Suiza, y alcanzó el número dos en Australia, Austria, Canadá, Francia, Italia y  España.

## Lista de canciones
Todas las canciones escritas y compuestas por David Bowie excepto donde se anota. 
| N.º | Título                             | Escritor(es)         | Duración |  |
| 1.  | «The Next Day»                     |                      | 3:27     |  |
| 2.  | «Dirty Boys»                       |                      | 2:58     |  |
| 3.  | «The Stars (Are Out Tonight)»      |                      | 3:56     |  |
| 4.  | «Love Is Lost»                     |                      | 3:57     |  |
| 5.  | «Where Are We Now?»                |                      | 4:08     |  |
| 6.  | «Valentine's Day»                  |                      | 3:01     |  |
| 7.  | «If You Can See Me»                |                      | 3:15     |  |
| 8.  | «I'd Rather Be High»               |                      | 3:53     |  |
| 9.  | «Boss of Me»                       | Bowie, Gerry Leonard | 4:09     |  |
| 10. | «Dancing Out in Space»             |                      | 3:24     |  |
| 11. | «How Does the Grass Grow?»         | Bowie, Jerry Lordan  | 4:33     |  |
| 12. | «(You Will) Set the World On Fire» |                      | 3:30     |  |
| 13. | «You Feel So Lonely You Could Die» |                      | 4:41     |  |
| 14. | «Heat»                             |                      | 4:25     |  |

| Bonus tracks (edición japonesa) |                      |          |  |
| N.º                             | Título               | Duración |  |
| 15.                             | «God Bless the Girl» | 4:11     |  |

| Bonus tracks (edición deluxe) |                                      |                |          |  |
| N.º                           | Título                               | Escritor(es)   | Duración |  |
| 15.                           | «So She»                             |                | 2:31     |  |
| 16.                           | «Plan»                               |                | 2:02     |  |
| 17.                           | «I'll Take You There»                | Bowie, Leonard | 2:41     |  |
| 18.                           | «God Bless the Girl (sólo en Japón)» |                | 4:11     |  |

## Personal
| - David Bowie – voz (1–15, 17); guitarra (1, 16); orquestación (1, 3, 15); guitarra acústica (3, 13–15, 17); teclados (4, 5, 7, 10, 11, 15–17); percusión (16) - Zachary Alford – batería (1–5, 7–11, 13–17); percusión (7) - Sterling Campbell – batería (6, 12); pandereta (12) - Gail Ann Dorsey – bajo (1, 3, 4, 10, 11, 13, 14, 17); coros (3, 7, 9, 11–13, 17) - Steve Elson – saxofón barítono (2, 3, 9); clarinete (3) - Henry Hey – piano (5, 13) - Gerry Leonard – guitarra (1–5, 7–15, 17); teclados (15) - Tony Levin – bajo (2, 5, 7–9) | - Maxim Moston – orquestación (1, 3, 13–15) - Janice Pendarvis – coros (3, 9, 12, 13, 17) - Antoine Silverman – orquestación (1, 3, 13–15) - Earl Slick – guitarra (2, 6, 12) - Hiroko Taguchi – orquestación (1, 3, 13–15) - David Torn – guitarra (1, 3, 7, 10, 11, 13–15, 17) - Tony Visconti – orquestación (1, 3, 13–15); guitarra (2, 13, 15, 17); bajo (6, 12, 15) - Anja Wood – orquestación (1, 3, 13–15) |

## Posición en listas
| País              | Lista                     | Posición |
| ----------------- | ------------------------- | -------- |
| Argentina         | Argentine Albums Chart    | 1        |
| Australia         | Australian Albums Chart   | 2        |
| Austria           | Austrian Albums Chart     | 2        |
| Alemania          | German Albums Chart       | 1        |
| Bélgica (Flandes) | Belgian Albums Chart      | 1        |
| Bélgica (Valonia) | Belgian Albums Chart      | 1        |
| Canadá            | Canadian Albums Chart     | 2        |
| Croacia           | Croatian Albums Chart     | 1        |
| Dinamarca         | Danish Albums Chart       | 1        |
| Países Bajos      | Dutch Albums Chart        | 1        |
| Estados Unidos    | Billboard 200             | 2        |
| Estados Unidos    | Alternative Albums        | 1        |
| Estados Unidos    | Rock Albums               | 2        |
| Estonia           | Estonian Albums Chart     | 2        |
| España            | Spanish Albums Chart      | 2        |
| Escocia           | Scottish Albums Chart     | 1        |
| Eslovenia         | Slovenian Albums Chart    | 1        |
| Finlandia         | Finnish Albums Chart      | 1        |
| Francia           | French Albums Chart       | 2        |
| Grecia            | Greek Albums Chart        | 7        |
| Hungría           | Hungarian Albums Chart    | 5        |
| Irlanda           | Irish Albums Chart        | 1        |
| República Checa   | Czech Albums Chart        | 1        |
| Italia            | Italian Albums Chart      | 2        |
| Japón             | Japanese Albums Chart     | 5        |
| México            | Mexican Albums Chart      | 13       |
| Nueva Zelanda     | New Zealand Albums Chart  | 1        |
| Noruega           | Norwegian Albums Chart    | 1        |
| Polonia           | Polish Albums Chart       | 1        |
| Portugal          | Portuguese Albums Chart   | 1        |
| Corea del Sur     | South Korean Albums Chart | 55       |
| Reino Unido       | UK Albums Chart           | 1        |
| Suecia            | Swedish Albums Chart      | 1        |
| Suiza             | Swiss Albums Chart        | 1        |